# Boloria intermedia
Boloria intermedia är en fjärilsart som beskrevs av Spängb. Boloria intermedia ingår i släktet Boloria och familjen praktfjärilar. Inga underarter finns listade i Catalogue of Life.